# هرمان هالر
هرمان هالر هو نحات سويسري، ولد في 24 ديسمبر 1880 في برن في سويسرا، وتوفي في 23 نوفمبر 1950 في زيورخ في سويسرا.

## وصلات خارجية
- هرمان هالر على موقع مونزينجر (الألمانية)